# Cimetière juif de Mackenheim
Le cimetière juif de Mackenheim est un monument historique situé à Mackenheim, dans le département français du Bas-Rhin.

## Localisation
Ces constructions sont situées judengarten à Mackenheim.

## Historique
L'édifice fait l'objet d'une inscription au titre des monuments historiques depuis 2001.

## Galerie

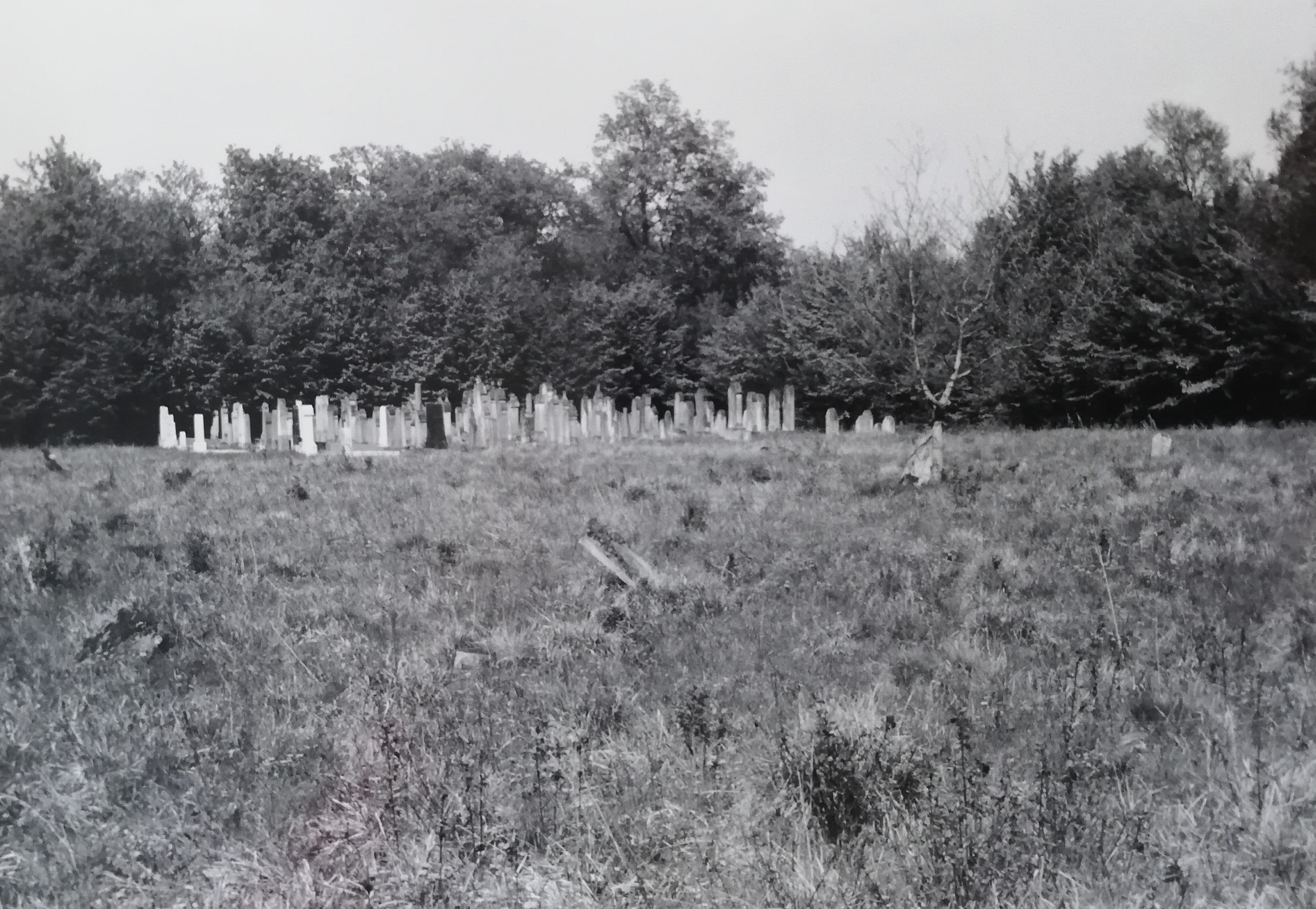
Vue du cimetière dans les années 50. Photo dans la collection du musée juif de Suisse.
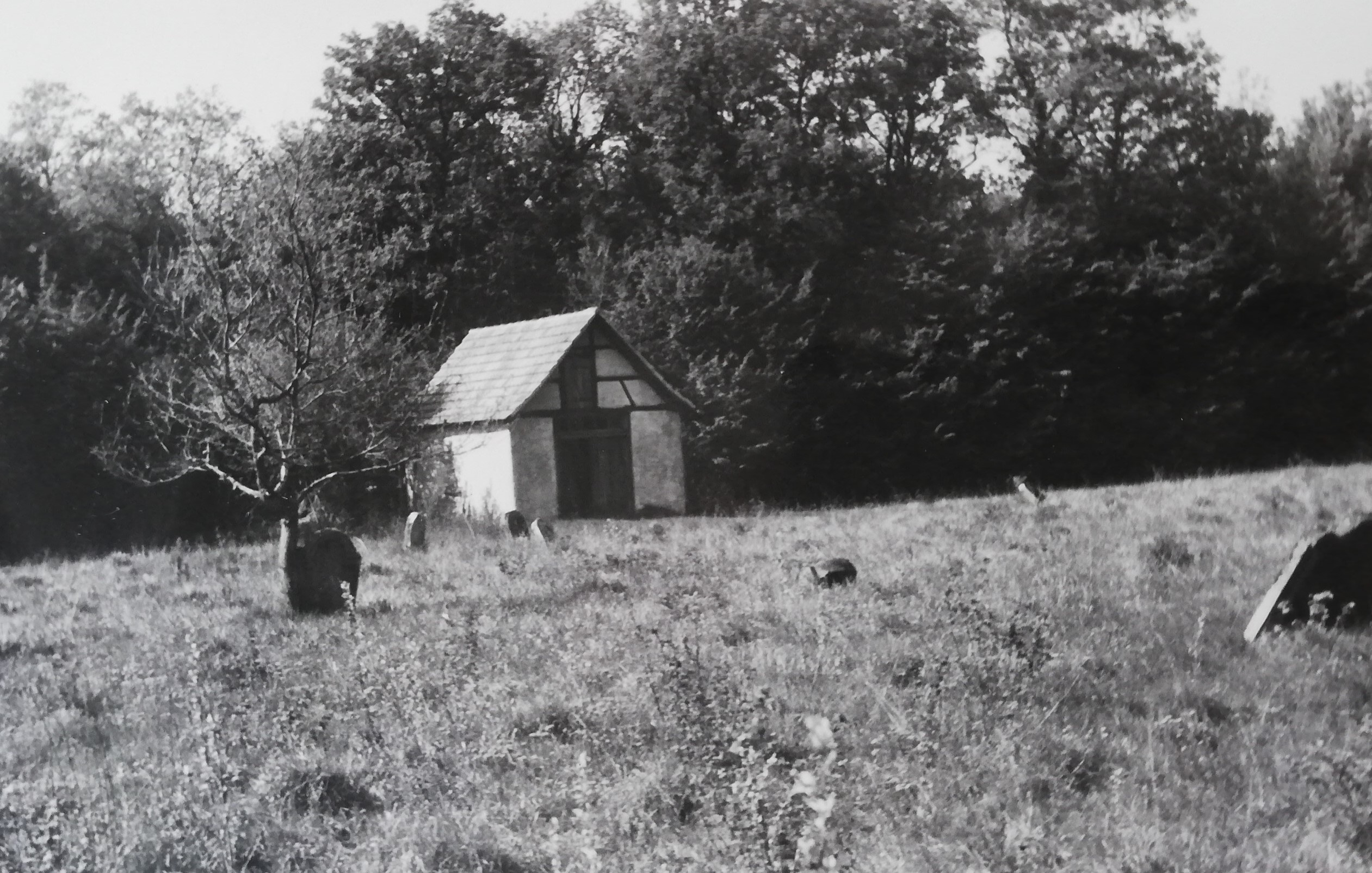
Vue du cimetière dans les années 50. Photo dans la collection du musée juif de Suisse.